# Orvaux
Pour les articles ayant des titres homophones, voir Orveau et Orvault.
Orvaux est une ancienne commune française située dans le département de l'Eure, en région Normandie, devenue le 1er janvier 2018 une commune déléguée au sein de la commune nouvelle du Val-Doré.

## Géographie
La commune d'Orvaux est située dans le pays d'Ouche dans le département de l'Eure en Normandie.
| Le Fresne         | Champ-Dolent, Gaudreville-la-Rivière |                                                                         |
| Le Mesnil-Hardray | Orvaux                               | Les Ventes (par un angle) Sylvains-Lès-Moulins (comm. dél. de Villalet) |
|                   | Nogent-le-Sec                        |                                                                         |

## Toponymie
Le nom de la localité est attesté sous la forme latinisée Aureæ Valles en 1180 (grande ch. de l’abb. de Conches), Orvaulx en 1562.

Toponyme médiéval du type Orval / Orival au pluriel et signifiant « les vaux d'or ».
Ancienne commune de Le Boshion rattachée en 1809. Mentionnée sous la forme latinisée Bosco Hugonis en 1196 : « le bosc de Yon » c'est-à-dire « le bois de Hugon ».

En effet, bosc est la forme usuelle du mot « bois » en Normandie au Moyen Âge et Yon est le cas régime du nom de personne Hue, très fréquent en Normandie et devenu nom de famille. Hugues, Hugon représentent des variantes méridionales de ce même nom.

Homonymie avec Boschyons, commune de Seine-Maritime.

## Politique et administration
| Période                                  | Période       | Identité        | Étiquette | Qualité              |
| ---------------------------------------- | ------------- | --------------- | --------- | -------------------- |
| Les données manquantes sont à compléter. |               |                 |           |                      |
| 1929                                     | 1939          | Albéric de Mare |           | conseiller général   |
| Les données manquantes sont à compléter. |               |                 |           |                      |
| mars 2001                                | décembre 2017 | Claude Morisset | PS        | Agriculteur retraité |
| Les données manquantes sont à compléter. |               |                 |           |                      |

## Démographie
L'évolution du nombre d'habitants est connue à travers les recensements de la population effectués dans la commune depuis 1793. Pour les communes de moins de 10 000 habitants, une enquête de recensement portant sur toute la population est réalisée tous les cinq ans, les populations de référence des années intermédiaires étant quant à elles estimées par interpolation ou extrapolation. Pour la commune, le premier recensement exhaustif entrant dans le cadre du nouveau dispositif a été réalisé en 2005.

En 2016, la commune comptait 523 habitants, en évolution de +1,55 % par rapport à 2010 (Eure : −0,25 %, France hors Mayotte : +2,11 %).
| 1793 | 1800 | 1806 | 1821 | 1831 | 1836 | 1841 | 1846 | 1851 |
| ---- | ---- | ---- | ---- | ---- | ---- | ---- | ---- | ---- |
| 116  | 87   | 79   | 220  | 193  | 207  | 203  | 198  | 185  |

| 1856 | 1861 | 1866 | 1872 | 1876 | 1881 | 1886 | 1891 | 1896 |
| ---- | ---- | ---- | ---- | ---- | ---- | ---- | ---- | ---- |
| 189  | 172  | 169  | 174  | 165  | 172  | 161  | 160  | 155  |

| 1901 | 1906 | 1911 | 1921 | 1926 | 1931 | 1936 | 1946 | 1954 |
| ---- | ---- | ---- | ---- | ---- | ---- | ---- | ---- | ---- |
| 143  | 141  | 139  | 129  | 123  | 118  | 100  | 124  | 116  |

| 1962 | 1968 | 1975 | 1982 | 1990 | 1999 | 2005 | 2006 | 2010 |
| ---- | ---- | ---- | ---- | ---- | ---- | ---- | ---- | ---- |
| 100  | 90   | 95   | 174  | 286  | 384  | 487  | 498  | 515  |

| 2015 | 2016 | - | - | - | - | - | - | - |
| ---- | ---- | - | - | - | - | - | - | - |
| 530  | 523  | - | - | - | - | - | - | - |

## Culture ocale et patrimoine

### Lieux et monuments
- Église Notre-Dame d'Orvaux.

### Patrimoine naturel
La forêt d'Évreux (dont une partie se trouve comprise sur le territoire de la commune), est en zone naturelle d'intérêt écologique, faunistique et floristique.

### Héraldique
| Blason de Orvaux | Blason  | D'argent à l'écusson de sinople accompagné de trois lionceaux de gueules chacun tenant entre leur patte antérieure senestre un trèfle de sinople ; au chef componé d'or et de gueules de quatre points, chaque compon d'or chargé d'une feuille de chêne de sinople et chaque compon de gueules d'un épi de blé feuillé de deux pièces d'or. |
| Blason de Orvaux | Détails | Adopté le 23 septembre 2000. La commune a fusionné avec le Mesnil-Hardray et le Fresne pour former la commune nouvelle du Val-Doré. |